# Неллум, Бришон
Бришон Неллум (англ. Bryshon Nellum; родился 1 мая 1989 года, Лос-Анджелес, Калифорния, США) — американский легкоатлет, специализируется на дистанции 400 метров. Серебряный призёр олимпийских игр 2012 года в составе эстафеты 4х400 метров.

## Биография
Родился в городе Лос-Анджелес, Калифорния, США. Учился в Long Beach Polytechnic High School, где занимался американским футболом. Был очень перспективным в этом виде спорта. Впервые стал известен после выступления на Летних Олимпийских играх 2012 года в Лондоне. Неллум бежал в эстафете 4×100 метров, где американцы завоевали серебро, и на дистанции 400 метров. В первом раунде Неллум бежал вместе с Мантео Митчеллом, Джошуа Мэнсом и Тони Маккеем, пробежав за 2:58,87 минуты, они заняли второе место в забеге и вышли в финал. В финале американцы, пробежав за 2:57,05 минуты, заняли второе место, уступив легкоатлетам с Багамских островов. На дистанции 400 метров, в первом раунде Неллум бежал в 4 забеге, где пробежав за 45,43 секунд, занял 2 место и прошёл в полуфинал. Неллум бежал в 3 полуфинале, где пробежав за 45,02 секунд, занял 3 место и не попал в финал.
На чемпионате мира по лёгкой атлетике 2015 года в Пекине бежал в эстафете 4×400 метров и на дистанции 400 метров. В первом раунде бежал вместе с Кайлом Клемунсом, Тони Маккеем и Вернонуном Норвудом, они пробежали за 2:58,13, показав лучший результат сезона в мире. В финале американцы, пробежав за 2:57,82, заняли первое место, установив лучший результат сезона в мире. На дистанции 400 метров Неллум бежал в первом раунде в шестом забеге, где пробежав за 44,65, занял 3 место и прошёл в полуфинал, установил личный рекорд. Бежал во втором полуфинале, пробежав за 44,77, занял 5 место и не прошёл в финал.